# Los Amantes de Lola
Los Amantes de Lola es un grupo mexicano de rock y pop originario de la Ciudad de México. Considerados uno de los pilares del resurgimiento del rock mexicano en la década de 1980,[cita requerida] de un estilo singular consiguieron captar la atención de miles de seguidores a lo largo y ancho de México.

## Inicios
La explosión del rock en tu idioma se hacía cada vez más latente, el público y las disqueras comenzaron a fijar sus miradas en grupos regionales; en México, apenas se dejaba sentir aquel efecto que las bandas argentinas y españolas dejaban a su paso.
Cinco jóvenes decidieron formar una agrupación con el solo propósito de divertirse: Roberto Casas Torres «Kazz», Fernando Díaz Corona, Gabriel R. Siqueiros «Gasú», José Antonio Maafs «Pepe» y Miguel Ángel Díaz «Miguel Ska».
Su primera parada fue en el Yamaha Band Explosion, celebrado en la Ciudad de México en el año de 1987, llegando a la final con el tema «Chica».
La estación de radio AM Espacio 59, creó una forma singular de apoyar a las nuevas bandas de aquel entonces; dichas agrupaciones tenían que mandar sus demos a la emisora. Los Amantes de Lola enviaron el sencillo «La flor de Bagdad», rodando con gran éxito.

## El salto a la fama
En diciembre de 1987, BMG Records y Ariola Records convocó a un certamen sin precedentes: Rock en tu idioma.
Distintas agrupaciones y solistas se inscribieron: Fobia, Huizar, Pedro y las Tortugas; por mencionar algunas, siendo triunfantes los «Lolos» — como más tarde sus seguidores los llamarían— con las canciones «Don Juan» —creada bajo la intención de dar batalla contra la censura— y la ya antes mencionada «La flor de Bagdad». Concurso bastante discutido, y criticado, pues en este mismo concurso hallaron a varios de sus detractores, quienes opinaban que la calidad de la banda era mínima comparado a las agrupaciones que quedaron eliminadas. El premio consistía en un contrato discográfico, que no prosperó debido a que en ese momento la disquera no consideró viable el formato de concursos y por lo que ese fue el único que se realizó. La banda se hizo de nombre y tuvo que seguir tocando para que más adelante, Óscar López se interesara en producirlos.
En enero de 1988 Los Amantes de Lola ganaron el certamen. Algunos años después, Pepe Maafs abandonó el puesto de tecladista para dedicarse a la comunicación. Es compositor de varias canciones del grupo, destacando «María Rosario». En su lugar entró Rodolfo «Boris» Márquez.
En 1990 graban y lanzan su primer álbum titulado de forma homónima: Los Amantes de Lola, un álbum con mucho humor negro —prueba de ello son las canciones «Mamá» y «Natalia»— y letras melódicas.
Los sencillos «Mamá», «La flor de Bagdad», y «María Rosario» —esta última, muy criticada por el tema que aborda—, apoyaron a un disco y a una agrupación caracterizada por la potente voz de Kazz, considerada de las mejores voces del rock mexicano.
En el primer álbum de la agrupación, el sonido se encuentra influenciado por grupos de new wave como Duran Duran o The Cure.
En septiembre de 1990, vivieron la partida de «Miguel Ska», baterista de la formación musical, y en su lugar entró «El Duque», exbaterista de Sergio Arau y Los Mismísimos Ángeles.
El grupo estaba en su mejor etapa y fueron invitados a participar en diversos programas de televisión, el apoyo por parte de los medios era indiscutible, aunque las agrupaciones que surgieron en la misma época, vivieron bajo una marca que la prensa les había dado: vivían bajo el cobijo de Caifanes y Neón, sobre todo, de este primero.
En junio de 1991, la agrupación se hizo acreedora a la medalla Phonos, a lo mejor de la música en México, galardón que compartieron con Óscar López, por «Mejor Álbum» y «Mejor Productor». Premio que causó cierta polémica y provocó el cuestionamiento de la prensa, dado que muchos consideraban que el Volumen II de Caifanes: El diablito, merecía tal presea, ambos trabajos bajo la producción de Óscar López.
En octubre de 1991, tras el creciente éxito del primer álbum, la compañía BMG, les dio un presupuesto elevado y los mandó a grabar lo que sería su segunda producción llamada La era del terror.
La presentación del disco se realizó en el Teatro de los Insurgentes de la Ciudad de México.
El primer sencillo de promoción fue el tema «¿Para qué?», pero no fue hasta el segundo sencillo, «Beber de tu sangre» con el que la agrupación disfrutó de un éxito y un futuro prometedores.
Ya en el año 1992, la compañía lanzó un EP de Remixes titulado El deseo EP Remix, con versiones para bailar del tema «El Deseo», perteneciente a su producción anterior.
La era del terror es uno de los últimos productos de la compañía BMG que se editó en los tres formatos existentes: LP, casete y disco compacto; de hecho, en su formato de CD, se incluyen como temas ocultos 3 remixes distintos de «El deseo», teniendo una duración total de 70 minutos con 9 segundos.
Los formatos de vinilo y casete no contienen el tema «Hotel» que sí viene incluido en la edición de disco compacto junto con los 3 remixes, dando un total de 17 temas"

## ¿La despedida?
Los fanáticos del grupo no se esperaban la sorpresiva retirada de los escenarios de Los Amantes de Lola. En 1993, distintas especulaciones se formaron en torno a esto, pero hasta día de hoy aún siguen siendo desconocidas. 
Gasú y Duke fueron a tocar un tiempo con el grupo Los Necios, mientras Kazz preparaba su proyecto solista con el disco El túnel del tiempo en el que grabó canciones compuestas por Fernando Díaz, El Duke, Gasu , Boris y José Luis Martínez, además de las suyas.

## Reencuentro consolidado
La agrupación tuvo un breve reencuentro entre 1995 y 1997, dando una serie de conciertos en varias ciudades del país, esta vez sin la presencia de Gasú, quien se mantuvo con Los Necios. Fernando Díaz Corona tocaba la guitarra y en el bajo estaba Freddie Canedo. Cerraron con presentación en el Teatro Metropolitan en 1998, con la alineación de La era del terror en donde se vio a plenitud el alcance de su potencial. 
Kazz, Gasú, El Duque, Fernando y Boris hablaron de reunirse en 2000, pero por motivos personales algunos prefirieron dejar el proyecto. A partir del 2001 Kazz y Gasú mantuvieron viva a la banda.
En 2005, participan en el Vive Latino, Kazz y Gasú con Alejandro Tirado en la batería y Yago Mesa en el bajo.
Es en 2010 que se reúnen para realizar el Vive Latino 2010, donde Kazz y Gasú, que han mantenido viva a la banda desde 2001, invitando a Fernando, Boris y Miguel para lograr una presentación nostálgica.

## El regreso a los escenarios
No fue hasta el año 2005 cuando en el 6.º festival Iberoamericano de Música, Vive Latino, hicieron su aparición formal en un escenario masivo. La ovación del público no se hizo esperar. Gasú aclaró:

Los Amantes de Lola no estaban desaparecidos, sólo se tomaron un descanso
Gasú

La sorpresa para algunos fue no ver a los integrantes originales, ya que Los Amantes de Lola figuraban ahora como un power trio, añadiendo al equipo a un músico invitado, Alex «El Oso» Tirado, que ahora participa como batería del grupo, y juntos lanzan de manera independiente su disco titulado simplemente 3.
En su reencuentro, BMG Records los requirió como voceros e imagen principal de una serie de compilaciones nombrada Rock en tu idioma. Aparte, se hizo la reedición de La era del terror en los Estados Unidos.
Su último trabajo ha sido en vivo —Historias de cabaret—, en donde el grupo muestra su capacidad y el ambiente íntimo en compañía de sus fanes.
Cada uno de sus integrantes se embarcó en distintos proyectos, colaborando también en producciones de otros artistas.
A partir de finales de 2009, la banda se desarrolla como un taller creativo, donde la participación de los músicos invitados no se limita a la ejecución. Desde entonces, Jorge Cassab —Equus, Casino— en el bajo y Carlos Quezada en la batería, se incorporan a la banda y, hasta el día de hoy, continúan presentándose con esta alineación.
En 2010, la banda se presenta en el Vive Latino, contando con la presencia de Boris, Fernando y Miguel para una presentación nostálgica. Ese año, la banda lanza la canción «Victoria», y continúa presentándose por toda la república.
En 2013, la banda formó parte del elenco del Reventón Superestrella, presentándose en el Staples Center de Los Ángeles, California, compartiendo escenario con Molotov, Zoé, Nek, Hombres G, El Tri, Miguel Mateos y otros, confirmando el gusto de la gente por su música.
En 2017 lanzan un nuevo sencillo llamado "Carnívora" en Spotify, junto a su respectivo video en YouTube.
Para el 2019 queda terminada y presentada una versión de “El Triste”; canción popularizada por “El Príncipe de la Canción”: José-José; ganando una gran aceptación entre el público adulto joven y la decadente Generación X.

## Integrantes[2]
- Kazz — voz, guitarras.
- Gasú — coros, guitarra, teclados, programación.
- Alejandro Tirado — batería.
- Gustavo Utrera - teclados, guitarra.
- Dani Rosas - bajo.

## Integrantes pasados
- Fernando Díaz Corona — bajo (1987 - 1999).
- Rodolfo Márquez Heine «Boris» — teclados  (1989 - 1999).
- Miguel Ángel Díaz «Miguel Ska» — batería (1987 - 1990).
- José Antonio Maafs — teclados (1987 - 1989).
- Alfredo Velásquez Martínez del Campo «Duque» — batería (1990- 1999).

## Músicos invitados
- Alejandro Tirado Lozano «Oso» — batería (2001 -).
- Álex Boom — batería (2005 - 2009).
- Alfredo Percástegui — bajo (2005 - 2009).
- Freddie Canedo — bajo (1997 - 1999).

## Discografía
- 1990: Los Amantes de Lola
- 1991: La era del terror
- 1992: El deseo
- 2002: Historias de ningoon
- 2004: 3
- 2006 Historias de cabaret